# Haematoxylum campechianum
Il campeggio o campeccio (Haematoxylum campechianum L., 1753) è una pianta della famiglia delle leguminose originaria dell'America Centrale e del Messico, diffusa in particolare della regione di Campeche, nella penisola di Yucatán (Messico) viene infatti anche chiamato legno di Campeche. Esiste una dizione antiquata "legno di campeggio", che era diffusissima in farmacia e chimica, pur essendo ambigua e oscura nel vero significato, che nulla aveva a che fare col "campeggio".

## Storia
La specie era già nota agli Aztechi, che la chiamavano quamochitl e ne estraevano una tintura colorante.

Inizialmente lo sfruttamento del campeggio in America Centrale fu monopolio spagnolo, in seguito alla crescente domanda di tinture da parte dell'industria tessile soprattutto britannica iniziarono le scorrerie da parte di bucanieri del nord-Europa ai danni delle navi spagnole. In seguito alla conquista britannica dell'isola di Giamaica nella seconda metà del XVII secolo i due paesi stipularono un trattato e gli spagnoli autorizzarono il taglio del legname anche ai coloni britannici. L'insediamento dei coloni britannici nell'area individuata dal trattato e compresa fra il fiume Belize e il fiume Hondo pose le basi dapprima della colonia dell'Honduras Britannico e in seguito del moderno stato del Belize.

## Descrizione

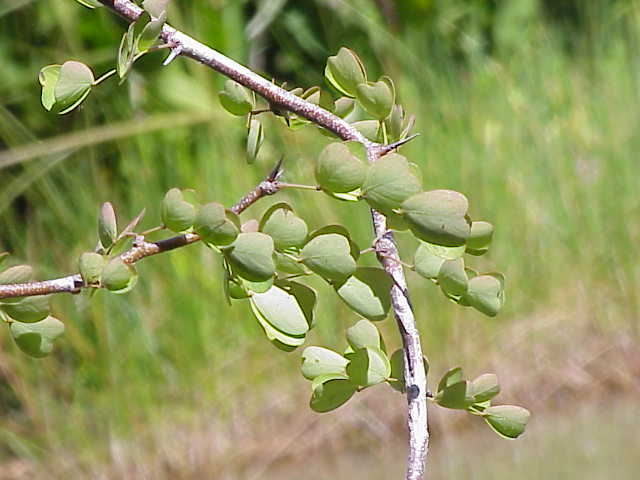

Il campeggio è una pianta sempreverde che si presenta come albero o come arbusto, spesso con spine e che raggiunge altezze fra i 3 e i 10 metri.
Il legname è di colore rossastro e con una lieve profumazione di violetta.
Le foglie sono lunghe dai 2,5 ai 7,5 cm e hanno dalle tre alle 5 coppie di foglioline lunghe da 1 a 3 cm e larghe da 1 a 2,5 cm.
 
I fiori hanno 5 petali e una corolla bianca.
Il frutto è un legume largo circa 1 cm.

## Distribuzione e habitat
La specie è diffusa nel Messico meridionale e in America centrale (Belize, Guatemala, Honduras). È stata introdotta dall'uomo nelle isole Hawaii dove è oramai naturalizzata.

## Usi
Il nome scientifico della pianta deriva dal greco (haima -atos, sangue + xylon, legno) e tradotto significa "legno color del sangue"; in passato dalla corteccia veniva ricavata una tintura utilizzata nell'industria tessile.
Attualmente dal campeggio si ricava l'ematossilina usata in istologia.
Si usa in cosmetica per la colorazione naturale in aggiunta all'henné per intensificare i riflessi e ottenere un colore rosso scuro, rosso intenso e con riflessi violacei.